# Zbór Kościoła Chrześcijan Baptystów w Ostrołęce
Zbór Kościoła Chrześcijan Baptystów w Ostrołęce – zbór Kościoła Chrześcijan Baptystów znajdujący się w Ostrołęce, przy ulicy Korczaka 73 (sala WSAP).
Nabożeństwa odbywają się w każdą niedzielę o godzinie 10.00. Studium biblijne w środy, godz. 18, w domach prywatnych.